# BYD Destroyer 05
BYD Destroyer 05 – hybrydowy samochód osobowy klasy kompaktowej produkowany pod chińską marką BYD od 2022 roku.

## Historia i opis modelu

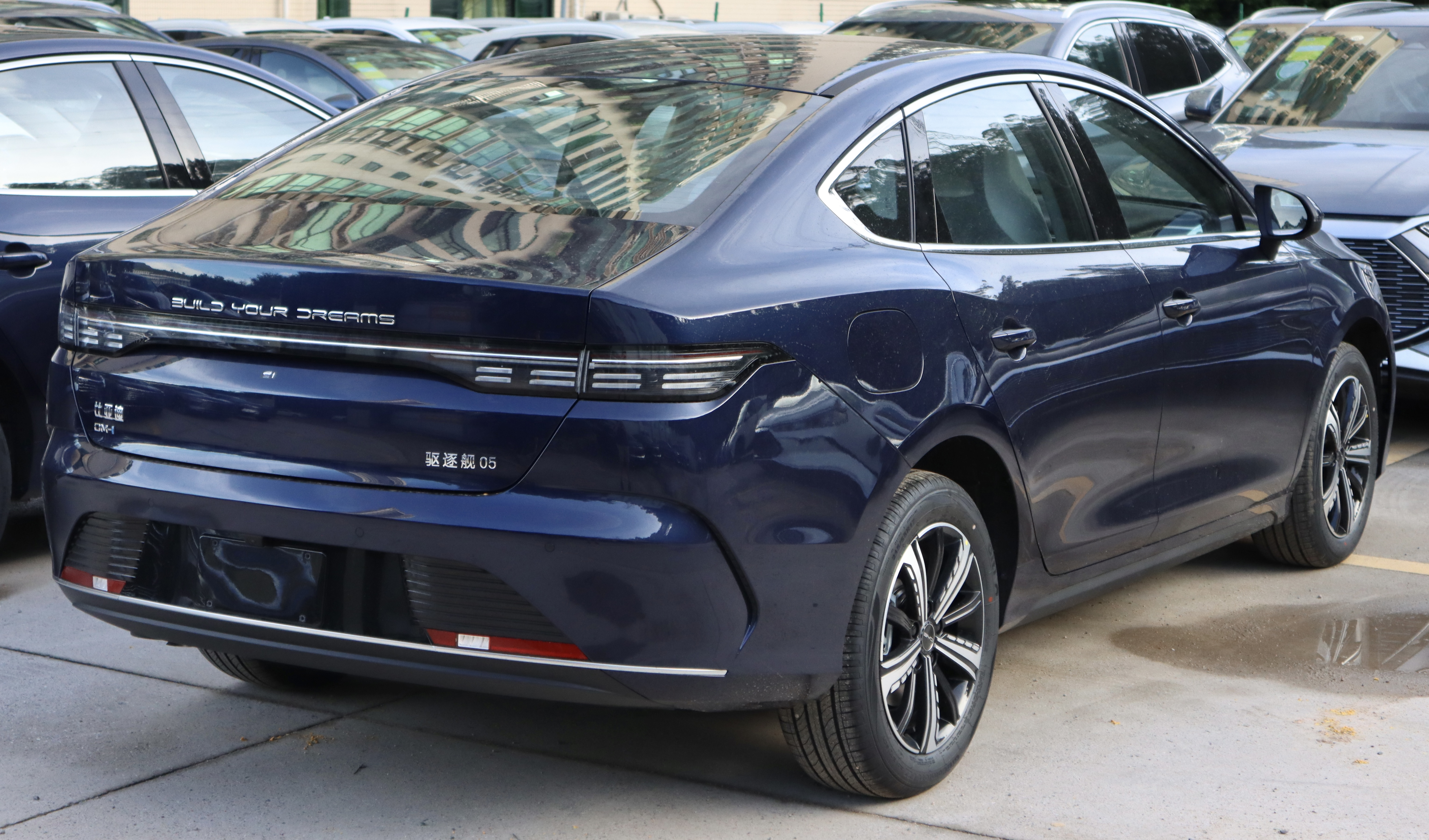
BYD Destroyer 05 - tył

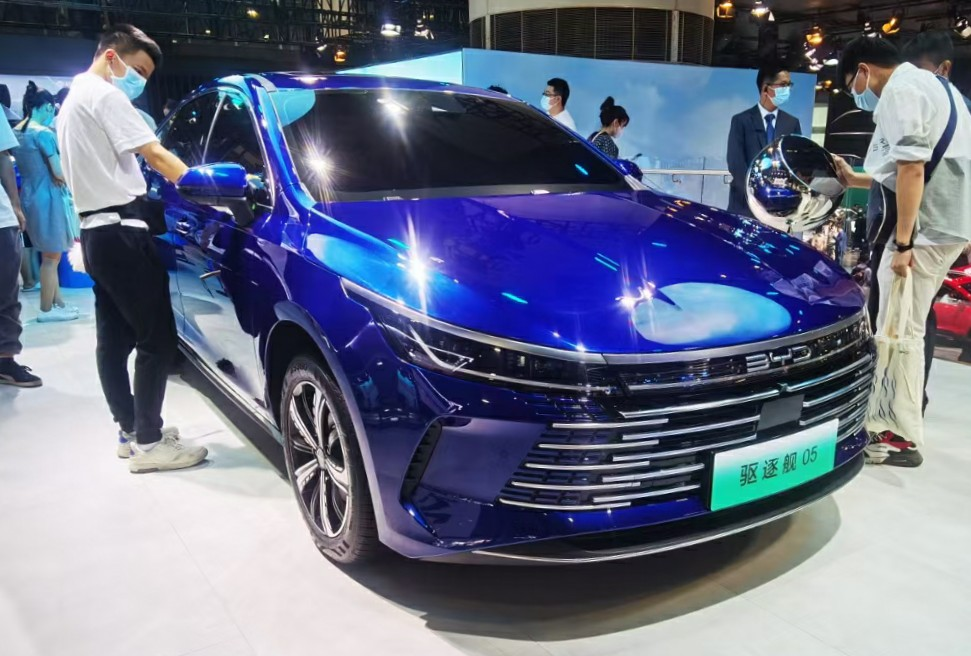
BYD Destroyer 05 podczas premiery

W listopadzie 2021 podczas międzynarodowych targów samochodowych Guangzhou Auto Show chiński BYD przedstawił nowy kompaktowy model o napędzie hybrydowym, który zasilił nową linię modelową Ocean i powstał w oparciu o modłową platformę e-platform 3.0. Destroyer 05 zadebiutował zarazem jako jeden z pierwszych produktów firmy okraszonym nowym logo i najnowszą odsłoną języka stylistycznego firmy autorstwa Wolfganga Eggera.
W praktyce, samochód powstał w oparciu o model Qin Plus, będąc de facto jego głęboko zmodyfikowaną wizualnie i technicznie odmianą. Pod kątem stylistycznym BYD Destroyer 05 wyróżnił się agresywnie ukształtowanymi reflektorami, dużym przednim wlotem powietrza płynnie przechodzącym w strukturę nadwozia, a także przeprojektowaną tylną częścią nadwozia przeciętą listwą świetlną LED.
Kabina pasażerska została utrzymana w typowym dla nowych produktów BYD-a cyfrowo-minimalistycznym wzornictwie, z nisko osadzonym pasem nawiewów i panelem przycisków w tunelu środkowym zingegrowanym z przełącznikiem trybów jazdy. Kokpit zdominował duży, 15,5 calowy dotykowy ekran systemu multimedialnego wyposażony w funkcję obracania się, z kolei przed kierowcą umieszczono ekran cyfrowych wskaźników o przekątnej 8,8 cala.

### Sprzedaż
Destroyer 05 powstał z myślą o sprzedaży na rodzimym rynku chińskim. Debiut rynkowy kompaktowego hybrydowego sedana miał miejsce w marcu 2023, z dostawami pierwszych sztuk rozpoczętymi jeszcze w tym miesiącu. Samochód zdobył dużą popularność rynkową w pierwszym roku obecności rynkowej. W lutym 2023, pod nazwą BYD Chazor, samochód stał się jednym z trzech pierwszych produktów chińskiej firmy, które trafiły do produkcji w nowej fabryce BYD Auto w Uzbekistanie. W 2024 roku uruchomiono sprzedaż także w Meksyku i Brazylii pod nazwą BYD King.

### Dane techniczne
BYD Destroyer 05 jest samochodem spalinowo-elektrycznym z napędem hybrydowym typu plug-in. Tworzy go benzynowy, czterocylindrowy silnik o pojemności 1,5 litra o mocy 110 KM. Współgra on z pojedynczym silnikiem elektrycznym o mocy 179 KM lub dwoma silnikami o mocy 197 KM. Samochód trafił do sprzedaży z dwoma wariantmai baterii: mniejszy o pojemności 8,3 kWh zapewnia 55 kilometry czysto elektrycznego zasięgu, a większy 18,3 kWh pozwala przejechać do 120 kilometrów bez angażowania silnika spalinowego.